# Kollinearitet
För den statistiska termen se Multikollinearitet.

Notera att alla A och B är kollinjära, och alla H är också det.

Inom geometri är kollinearitet (från latin collinearis; con, "tillsammans", och linea, "linje") en egenskap hos en punktmängd, vilken specifikt innebär att punkterna ligger på samma linje. En mängd punkter med denna egenskap sägs vara kollineära (kollinjära eller kolinjär). Inom statistik avser begreppet en exakt eller ungefärligt linjär överensstämmelse mellan två "oberoende variabler". Multikollinearitet utvidgar begreppet till mer än två variabler och lateral kollinearitet utvidgar det än mer.

## Punkter på en linje
Inom varje geometri sägs punkter som ligger på samma linje vara kollinjära. Inom Euklidisk geometri är förståelsen av begreppet "självklar" som en rad punkter som ligger på en rät linje. Men i de flesta geometrier (inklusive Euklidisk) är en linje en grundläggande (odefinierad) objektstyp, så sådana visualiseringar är inte alltid lämpliga. En modell över geometrin erbjuder en tolkning av hur punkter, linjer och andra objekt förhåller sig till varandra och ett begrepp som kollinearitet måste tolkas inom modellens kontext. Exempelvis tolkas linjer som storcirklar på en sfär inom sfärisk geometri och kollinearitet innebär då att punkterna ligger på samma storcirkel. Sådana punkter ligger inte på en rät linje i Euklidisk mening och betraktas inte som liggande i en "rad".
En avbildning av en geometri på sig själv som avbildar linjer på linjer kallas en kollineation och bevarar egenskapen kollinearitet. Linjära avbildningar av vektorrum, betraktade som geometriska avbildningar, avbildar linjer på linjer vilket innebär att de avbildar kollineära punktmängder på kollineära punktmängder. Inom projektiv geometri kallas dessa linjära avbildningar för homografier och är bara en typ av kollineation.

## Exempel inom Euklidisk geometri

### Trianglar
Hos alla trianglar är bland andra nedanstående punktmängder kollineära:
- Ortocentrum (höjdernas skärningspunkt), den omskrivna cirkelns centrum, den geometriska tyngdpunkten, Exeterpunkten, de Longchampspunkten och niopunktscirkelns centrum ligger alla på Eulerlinjen.

- Ett hörn, tangeringspunkten för den motstående vidskrivna cirkeln och Nagelpunkten är kollinjära.

- Ett hörn, den motstående tangeringspunkten för den inskrivna cirkeln och Gergonnepunkten är kollineära.

### Fyrhörningar
- Hos en fyrhörning ABCD med högst två parallella sidor är mittpunkterna på diagonalerna AC och BD kollineära med skärningspunkten för linjerna som förbinder motstående sidors mittpunkter och alla tre ligger på den så kallade Newtonlinjen.

- Hos en cyklisk fyrhörning är den omskrivna cirkelns centrum, skärningspunkten mellan de två linjer som förbinder motstående sidors mittpunkter samt fyrhörningens anticentrum kollinjära.